# Sibirske trape
Sibirske trape (rusko Сибирские трапы, latinizirano: Sibirskiye trappy) so velika regija vulkanskih kamnin, znana kot velika magmatska provinca, v Sibiriji v Rusiji. Ogromen eruptivni dogodek, ki je tvoril trape, je eden največjih znanih vulkanskih dogodkov v zadnjih 500 milijonih let.
Izbruhi so se nadaljevali približno dva milijona let in so zajeli mejo perm-trias, ki se je zgodila pred približno 251,9 milijona let. Verjame se, da so sibirske trape glavni vzrok permsko-triasnega izumrtja, najhujšega izumrtja v geoloških zapisih.
Velike količine bazaltne lave so v poplavnem bazaltnem dogodku prekrile veliko območje Sibirije. Danes območje pokriva približno 7 milijonov km² bazaltnih kamnin s prostornino okoli 4 milijone km3.

## Etimologija
Izraz trap" se v geologiji uporablja od leta 1785–1795 za takšne kamnite formacije. Izhaja iz švedske besede za stopnice (trappa) in se nanaša na stopničaste hribe, ki tvorijo pokrajino regije.

## Oblikovanje
Izvor bazaltne kamnine Sibirske trape so pripisali plašču, ki se je dvigal, dokler ni udaril ob dno zemeljske skorje, kar je povzročilo vulkanske izbruhe skozi Sibirski kraton. Domneva se, da je ob premiku zemeljskih litosferskih plošč čez plašč ta ustvaril sibirske trape v permskem in triasnem obdobju, potem ko je prej ustvaril Viluy trape na vzhodu, pozneje pa je povzročal vulkansko aktivnost na dnu Arktičnega oceana v juri in kredi, nato pa povzročal vulkansko aktivnost na Islandiji. Predlagani so bili tudi drugi tektonski vzroki plošč. Drug možen vzrok je lahko udarec, ki je oblikoval krater Wilkes Land na Antarktiki, za katerega se ocenjuje, da se je zgodil približno v istem času in je bil skoraj nasproten trapam.
Glavni vir kamnin v tej formaciji je bazalt, vendar so prisotne tako mafične kot felzične kamnine, zato se ta formacija uradno imenuje Poplavna bazaltna provinca. Vključitev mafične in felzične kamnine kaže na številne druge izbruhe, ki so se zgodili in so sovpadali z milijon let dolgim nizom izbruhov, ki so ustvarili večino bazaltnih plasti. Trape so razdeljene na odseke glede na njihovo kemično, stratigrafsko in petrografsko sestavo.
Sibirske trape so podložene s Tunguško sineklizo, velikim sedimentnim bazenom, ki vsebuje debela zaporedja zgodnje-srednjepaleozojskih starih karbonatov in evaporitov, pa tudi karbonsko-permske stare premogonosne klastične kamnine. Pri segrevanju, na primer z magmatskimi intruzijami, so te kamnine sposobne oddajati velike količine strupenih in toplogrednih plinov.

## Vpliv na prazgodovinsko življenje
Eno glavnih vprašanj je, ali so bile sibirske trape neposredno odgovorne za množično perm-triasno izumrtje, ki se je zgodilo pred 250 milijoni let, ali pa so bile same povzročene zaradi kakšnega drugega, večjega dogodka, kot je trk asteroida. Nedavno predstavljena hipoteza je, da je vulkanizem sprožil rast Methanosarcina, mikroba, ki je nato v zemeljsko atmosfero izbruhal ogromne količine metana, kar je na koncu spremenilo zemeljski ogljikov cikel na podlagi opazovanj, kot je znatno povečanje rezervoarjev anorganskega ogljika v morska okolja.
Ta dogodek izumrtja, pogovorno imenovan tudi Veliko umiranje, je prizadel vse življenje na Zemlji in je po ocenah povzročil izumrtje približno 81 % vseh morskih vrst in 70 % kopenskih vretenčarskih vrst, ki so takrat živele. Nekateri katastrofalni dogodki, ki so prizadeli Zemljo, so se še naprej ponavljali pet do šest milijonov let po začetnem izumrtju. Sčasoma se je majhen del življenja, ki je preživelo izumrtje, lahko ponovno naselilo in razširilo, začenši z nizkimi trofičnimi ravnmi (lokalne skupnosti), dokler ni bilo mogoče ponovno vzpostaviti višjih trofičnih ravni (veliki habitati). Izračuni temperature morske vode iz meritev δ18O kažejo, da je na vrhuncu izumrtja Zemlja doživela smrtonosno vroče globalno segrevanje, pri katerem so temperature ekvatorialnega oceana presegle 40 °C. Za ponovno vzpostavitev katerega koli raznolikega ekosistema je bilo potrebnih približno osem do devet milijonov let; vendar so bili po izumrtju ustanovljeni novi razredi živali, ki prej niso obstajali.
Paleontološki dokazi nadalje kažejo, da je globalna porazdelitev tetrapodov izginila, z zelo redkimi izjemami v regiji Pangea, ki je danes Utah, med zemljepisnimi širinami, omejenimi s približno 40 ° J do 30 ° S. Tetrapodna vrzel ekvatorialne Pangee sovpada z globalno premogovno vrzeljo od konca perma do srednjega triasa, ki kaže na izgubo šotnih močvirij. Nastajanje šote, produkt visoke produktivnosti rastlin, je bilo ponovno vzpostavljeno šele v anizijski fazi triasa, pa še takrat le v visokih južnih zemljepisnih širinah, čeprav so se golosemenke pojavile že prej (v zgodnjem spatiju), a spet le v severnih in južnih višjih zemljepisnih širinah. V ekvatorialni Pangeji so gozdovi, v katerih so prevladovali iglavci, nastali šele ob koncu spatskega obdobja, prvi premog na teh zemljepisnih širinah pa se je pojavil šele v karnijski, približno 15 milijonov let po njihovem izginotju ob koncu perma. Ti signali kažejo, da so ekvatorialne temperature presegle njihovo toplotno toleranco za številne morske vretenčarje vsaj med dvema termalnima maksimumoma, medtem ko so bile kopenske ekvatorialne temperature dovolj visoke, da so zatirale številčnost rastlin in živali v večini zgodnjega triasa.

## Datacija
Vulkanizem, ki se je zgodil v Sibirskih trapah, je povzročil izvrženje velike količine magme iz zemeljske skorje, kar je pustilo trajne sledi kamnin iz istega časovnega obdobja množičnega izumrtja, ki ga je mogoče preučiti danes. Natančneje, cirkon najdemo v nekaterih vulkanskih kamninah. Da bi povečali natančnost starosti cirkona, je bilo več različnih kosov cirkona organiziranih v časovni okvir glede na to, kdaj so kristalizirali. Za natančno določitev starosti cirkonov, najdenih v Sibirskih trapah, je bila nato uporabljena tehnika CA-TIMS, tehnika za določanje starosti s kemično abrazijo, ki odpravlja variabilnost v natančnosti zaradi zmanjšanja vsebnosti svinca v cirkonu. Z odpravo variabilnosti zaradi svinca je tehnika staranja CA-TIMS omogočila, da je uran znotraj cirkona osrednji poudarek pri povezovanju vulkanizma v Sibirskih trapah, ki je povzročilo velike količine magmatskega materiala z množičnim izumrtjem perm-trias.
Za nadaljevanje povezave s permsko-triasnim izumrtjem so se približno v istem časovnem obdobju zgodili tudi drugi katastrofalni dogodki, kot so spremembe morske gladine, udarci meteorjev in vulkanizem. Posebej osredotočeni na vulkanizem so bili pridobljeni in primerjani vzorci kamnin iz Sibirskih trap in drugih južnih regij. Vzorci bazaltov in gabra iz več južnih regij v bližini Sibirskih trap in iz njih so bili datirani na podlagi metod za datiranje izotopa argona 40 in izotopa argona 39. Feldspar in biotit sta bila posebej uporabljena za osredotočanje na starost vzorcev in trajanje prisotnosti magme zaradi vulkanskega dogodka v Sibirskih trapah. Večina vzorcev bazalta in gabra izpred 250 milijonov let je pokrivala površino pet milijonov kvadratnih kilometrov na Sibirskih trapah in se je pojavila v kratkem času s hitrim strjevanjem/hlajenjem kamnin. Študije so potrdile, da se vzorci gabra in bazalta iz istega časovnega obdobja permsko-triasnega dogodka iz drugih južnih regij prav tako ujemajo s starostjo vzorcev znotraj Sibirskih trape. To potrjuje domnevo o povezavi med starostjo vulkanskih kamnin znotraj Sibirskih trape, skupaj z vzorci kamnin iz drugih južnih regij do permsko-triasnega množičnega izumrtja.

## Depoziti mineralov
Ogromno nahajališče Norilsk-Talnakh nikelj-baker-paladij je nastalo v kanalih magme v najbolj popolnem delu Sibirskih trap. Povezano je z dogodkom permsko-triasnega izumrtja, ki se je zgodil pred približno 251,4 milijona let, na podlagi velikih količin niklja in drugih elementov, najdenih v kamninah, ki so bile odložene po izumrtju. Metoda, ki se uporablja za povezovanje dogodka izumrtja s presežno količino niklja, ki je v Sibirskih trapah, je s primerjavo časovne osi magmatizma znotraj trape in časovnice samega izumrtja. Preden je bila odkrita povezava med magmatizmom in izumrtjem, je bila domneva, da sta se množično izumrtje in vulkanizem zgodila hkrati zaradi povezav v sestavi kamnin.